# 1222
1222 (MCCXXII) je bilo navadno leto, ki se je po julijanskem koledarju začelo na soboto.

## Dogodki
- 1. februar - Umrlega  trapezuntskega cesarja Alekseja I. nasledi zet Andronik I.
- 4. februar - Umrlega holandskega grofa Vilijema I. nasledi sin Florijan IV.
- 10. marec - Po smrti švedskega kralja Ivana Sverkerssona je za novega kralja izvoljen Erik XI. iz rivalske hiše Erik.
- 8. maj - Henrik, sin rimsko-nemškega cesarja Friderika II., je kronan za nemškega kralja. Dejansko oblast, kolikor jo pač v razdeljeni Nemčiji še ostane, ima v rokah njegov oče.
- 11. maj - Katastrofalen potres na JZ Cipra. Potres dvigne pristanišče Pafos, zato v naslednjih desetletjih širša regija ekonomsko nazaduje.

- 2. avgust - Po smrti touluškega grofa Rajmonda VI. nadaljuje boj proti križarjem za svojo dednino njegov sin Rajmond VII.
- september - Francoski kralj Filip II. sestavi oporoko.
- 8. september - Genovčani zatrejo upor v ligurskem mestu Ventimiglia.
- 28. september - Perihelij Halleyjevega kometa. Kronisti tistega časa kmalu najdejo povezavo med kometom in bojevitimi Mongoli.
  - Mongolska ekspedicijska vojska prodira pod vodstvom generalov Džebeja in Subedeja čez Kavkaz v Evropo. Po obračunu s kavkaškimi ljudstvi in Kumani/Kipčaki to leto večinoma opravlja izvidniške naloge. Glavnina, ki je ostala v osrednji Aziji (bivše Horezmijsko cesarstvo), krvavo zatira upore. 1223 ↔
- 29. september - Ustanovljena je Univerza v Padovi.
- Umrlega nikejskega cesarja Teodorja I. Laskarisa nasledi zet Ivan III. Dukas Vatac.
- Ogrski kralj Andrej II. izda na sklicanem zboru stanov ustavodajno Zlato bulo.
- Češki kralj Otokar I. ponovno združi Češko in Moravsko.
- Angleški teolog Aleksander iz Halesa vstopi v red frančiškanov.
- Pod škotskim kraljem Andrejem II. se začne uporabljati kraljevi prapor škotskega kralja (glej sliko).
- Akkon: Pisanci in Genovčani se spopadejo za glavno pristanišče Kraljevine Jeruzalem Akkon. Poraženci so slednji in so ga primorani zapustiti.
- Indonezijski hindujski voditelj Ken Aruk in začetnik dinastija Radžasa ustanovi kraljestvo Singasari na vzhodni polovici otoka Java.

## Rojstva
- 16. februar - Ničiren, japonski budistični filozof († 1282)
- 28. marec - Herman II., turinški deželni grof († 1241)

Neznan datum
- al-Adil II., ajubidski sultan († 1248)
- al-Mansur Kalavun, mameluški sultan Egipta in Sirije († 1290)
- Andrej II., vladimirski veliki knez († 1264)

## Smrti
- 1. februar - Aleksej I. Megas Komnen, trapezuntski cesar (* 1182)
- 4. februar - Vilijem I., holandski grof, križar (* 1170)
- 10. marec - Ivan I., švedski kralj (* 1201)
- 23. junij - Konstanca Aragonska, princesa, ogrska kraljica, sicilska kraljica, rimsko-nemška cesarica (* 1179)
- 2. avgust - Rajmond VI., touluški grof (* 1156)
- 12. avgust - Vladislav III., češki vojvoda

Neznan datum
- Maria de Ventadorn, okcitanska trubadruka
- Rajmond-Rupen, antiohijski knez
- Robert iz Luzarchesa, francoski arhitekt (* 1180)
- Teodor I. Laskaris, nikejski cesar (* 1174)